# Yaou (Bonoua)
Pour les articles homonymes, voir Yaou (homonymie).
Yaou  est une localité du sud-est de la Côte d’Ivoire, située à proximité de la commune de Bonoua, dans la région du Sud-Comoé, au sein du district du Comoé. Elle relève administrativement du département de Grand-Bassam et se trouve à environ 5 km de l’entrée de la ville de Bonoua.

## Géographie
Yaou est un village abouré, bordé par la lagune et traversé par plusieurs axes routiers importants. Sa proximité avec l’autoroute internationale qui relie Abidjan à Ghana en fait un carrefour stratégique pour les échanges avec les localités voisines, notamment Bonoua, Grand-Bassam et Abidjan,,.

### Localités voisines
Yaou est entourée de plusieurs villages et hameaux, notamment Padre Pio, une localité proche, Adihao situé à environ 5 km au nord, Kodjoboué à 5 km à l’est, Ékressinville à 7 km à l’ouest, et Motobé à environ 8 km au nord.

### Population et culture
Le village de Yaou est habité majoritairement par des membres du peuple Abouré Ehivè, l’un des sous-groupes Akan établis dans le Sud-Comoé. Les traditions, la langue locale, ainsi que les coutumes et les cérémonies ancestrales restent vivaces, en dépit de la proximité des grandes zones urbaines,,.